# Necydalis wakaharai
Necydalis wakaharai là một loài bọ cánh cứng trong họ Cerambycidae.